# Azotat

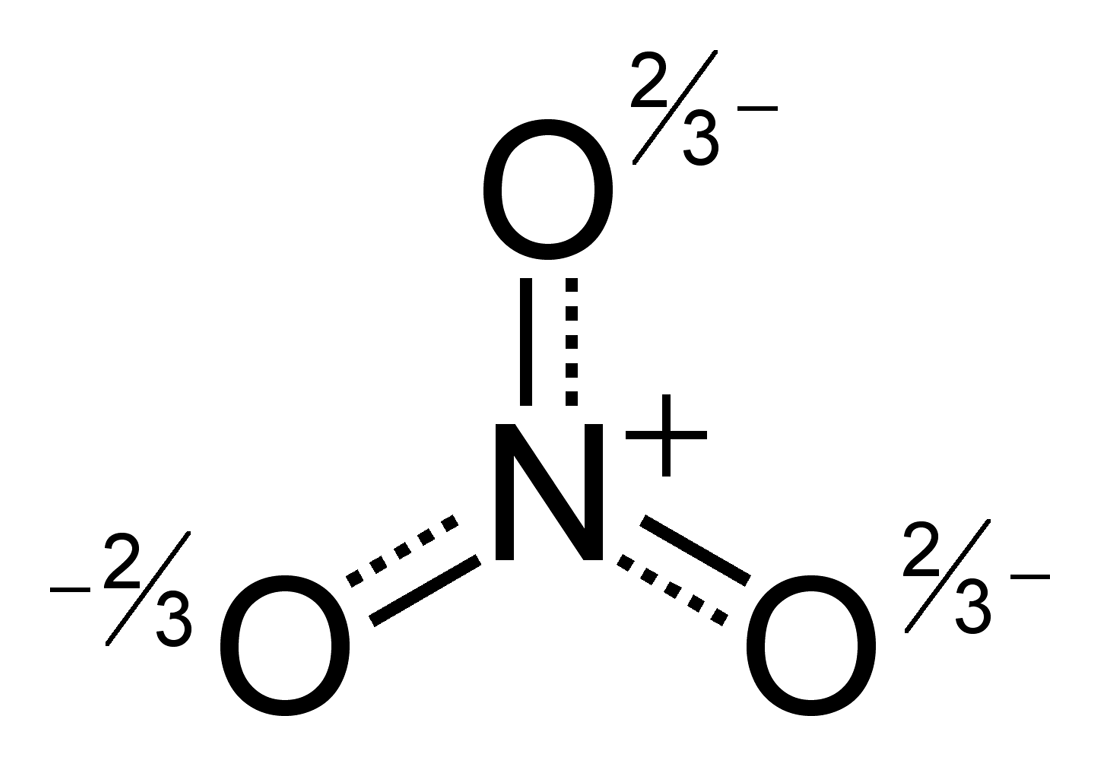
Ionul nitrat.Sarcina netă este 1^{−}.

Azotat (sau nitrat) este un ion poliatomic cu formula moleculară NO3- și cu o masă molară de 62.0049 g per mol. Este baza conjugată a acidului azotic, fiind alcătuit dintr-un atom de azot central înconjurat de trei atomi de oxigen identici într-un aranjament plan trigonal. 
Ionul azotat are o sarcină formală negativă, în care fiecare oxigen are o sarcină separată de -2 iar atomul de azot o sarcină de +1, nitratul fiind frecvent folosit ca un exemplu de rezonanță (chimie). Precum ionul izoelectric de carbonat, ionul de azotat poate fi reprezentat prin structurile de rezonanță hibrid între o legătură simplă și una dublă:
Aproape toți nitrații anorganici sunt solubili în apă la temperatură și presiune standard. Sunt totodată agenți oxidanți puternici.
În chimia organică, un nitrat este o grupă funcțională cu formula generală RO-NO2, unde R este radical organic. Aceștia sunt esteri ai acidului azotic cu alcoolii. Exemple sunt nitratul de metil (format în urma reacției dintre metanol și acid nitric), nitratul acidului tartric, sau nitroglicerină.
Nitrații nu ar trebui confundați cu nitriții. Atât nitrații, cât și nitriții, sunt larg folosiți în agricultură.
Nitrații manifestă un efect nociv asupra sănătății organismului. Intoxicațiile acute cu nitrați pot duce la apariția methemoglobinemiei.